# Crocidura elongata
Crocidura elongata — вид ссавців родини Soricidae. Це ендемік острова Сулавесі в Індонезії. Мешкає в лісах центрального, північного та східного Сулавесі на висоті від 200 до 2000 метрів.